# Калмыцкий (посёлок)
Калмыцкий — посёлок в составе Сивинского района в Пермском крае.

## Географическое положение
Посёлок расположен в южной части района на расстоянии менее 6 километров на юго-запад от села Буб.

## Климат
Климат умеренно континентальный с продолжительной снежной зимой и коротким, умеренно-тёплым летом. Среднегодовая температура +1,7 °C. Средняя температура июля составляет +17,7 °C, января −15,1 °C. Среднее годовое количество осадков составляет 586 мм.

## История
До 2021 года входит в состав Бубинского сельского поселения Сивинского района. Предполагается, что после упразднения обоих муниципальных образований войдёт в состав Сивинского муниципального округа.

## Население
Постоянное население составляло 48 человек в 2002 году (100 % русские), 25 человек в 2010 году.